# مائه‌بارا ایسی
مائه‌بارا ایسی (به ژاپنی: 前原一誠 Maebara Issei) ; ۲۸ آوریل ۱۸۳۴ – ۳ دسامبر ۱۸۷۶)، سامورایی یکی از مبارزان جنبش براندازی شوگون در قلمروی چوشو، اهل ژاپن بود. وی یکی از ده قهرمان برجسته اصلاحات بود.